# Московская областная дума
Московская областная Дума — законодательный (представительный) однопалатный орган государственной власти Московской области, является постоянно действующим высшим и единственным органом законодательной власти субъекта. Состоящий из 50-ти депутатских мест. Срок полномочий депутатов одного созыва — 5 лет. На основании части 1 ст. 104 Конституции Российской Федерации, обладает правом законодательной инициативы.

## История

### Предшествующие законодательные структуры
В Российской империи функции нынешней Московской областной думы выполняли в Московской губернии — Московское губернское земство, в Московском уезде — Московское уездное земство. В годы СССР действовали советы:
- Московский областной совет рабочих и крестьянских депутатов (по декабрь 1936 года),
- Московский областной совет депутатов трудящихся (1936—1977),
- Московский областной совет народных депутатов (1977—1993).

### Московская областная Дума

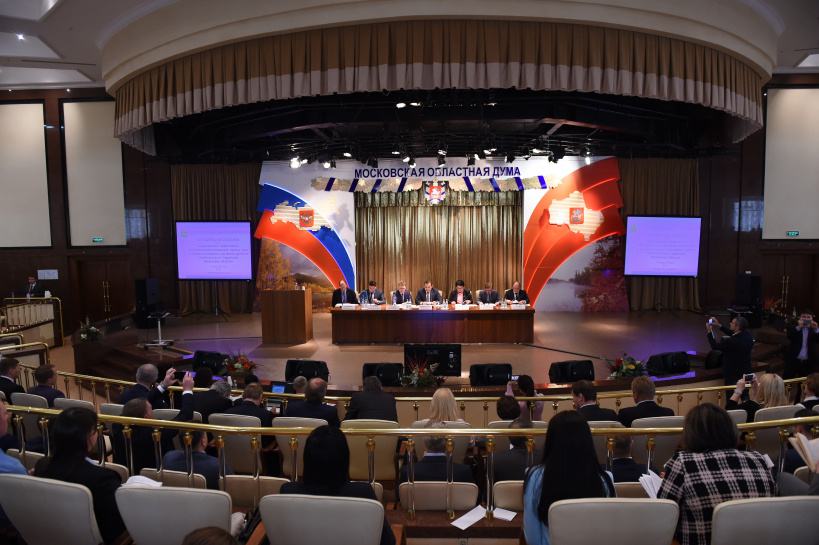
Заседание Московской областной думы. Июль 2017 года

В 1993 году в Московской области была учреждена Московская областная Дума — представительный и законодательный орган власти региона.
10 ноября 1993 года решением Малого Совета Мособлсовета было утверждено положение «О выборах в Московскую областную Думу 12 декабря 1993 года». 12 декабря 1993 года, вместе с принятием проекта новой конституции России, по которой и учреждалась Государственная Дума Федерального Собрания Российской Федерации и с выборами в Государственную Думу, состоялись выборы первого созыва Мособлдумы. Председателем был избран Алексей Алексеевич Воронцов.
В 1995 году полномочия первого созыва были продлены без выборов. В конце 1996 года депутатами был принят Устав Московской области.
14 декабря 1997 года состоялись выборы в Московскую областную думу 2 созыва. Вместе с выборами проводился референдум о переводе 50% депутатов на «полупрофессиональную» основу в целях «экономии бюджетных средств».
Состав Мособлдумы серьёзно обновился: из 50 депутатов повторно были избраны только 12. Председателем был избран бывший глава областного избиркома Александр Евгеньевич Жаров. Все руководящие посты в областном парламенте, включая должности председателя и четырёх его заместителей, достались приверженцам главы обладминистрации Анатолия Тяжлова.
16 декабря 2001 года был избран 3-й созыв Московской областной думы, уже на 5-летний срок. Председателем был избран Валерий Евгеньевич Аксаков.
11 марта 2007 года в единый день голосования состоялись выборы областной думы 4 созыва (2007—2012). Председателем во второй раз стал Валерий Аксаков. Парламентарии образовали 2 фракции: «Единая Россия» и «РОСТ» (Развитие. Область. Стабильность)..
25 марта 2011 года депутаты Мособлдумы воспользовались изменением закона и одобрили постановление о переносе выборов в областной парламент на декабрь 2011 года, совместив их с выборами в Государственную думу РФ. При этом срок полномочий депутатов думы 4 созыва был сокращён на три месяца, до дня первого заседания Московской областной Думы 5 созыва.
В 2011 году состоялись Выборы в Московскую областную думу 5 созыва. Председателем думы был избран И.Ю.Брынцалов
В 2016 году состоялись Выборы в Московскую областную думу 6 созыва. Число голосов за единый список кандидатов партии «Единая Россия» – 43,15%. На втором месте – Московское областное отделение КПРФ, набравшее 15,88%. На третьем - Московское областное отделение ЛДПР, за которое проголосовало 14,43% избирателей. Московское областное отделение партии «Справедливая Россия» набрало 5,06% голосов и находится на четвертом месте.
В 2021 году состоялись Выборы в Московскую областную думу 7 созыва.

## Формирование
Порядок формирования Московской областной думы – выборы. Порядок выборов депутатов Московской областной думы устанавливает закон Московской области «О выборах депутатов Московской областной Думы», а также федеральный закон «Об основных гарантиях избирательных прав и права на участие в референдуме граждан Российской Федерации».
Выборы в Московскую областную думу назначаются депутатами Московской областной думы действующего созыва раз в пять лет. Избираются 50 депутатов. С 2011 года выборы проводятся по смешанной системе:
- 25 депутатов, избираются по партийным спискам (единому избирательному округу), который включает в себя всю территорию Московской области. Депутатские места распределяются по модифицированному методу.
- 25 депутатов избираются по одномандатным округам. Среди них могут быть как члены политических партий, так и самовыдвиженцы.

Депутатом думы может быть избран гражданин Российской Федерации, достигший на день голосования 21 года. 

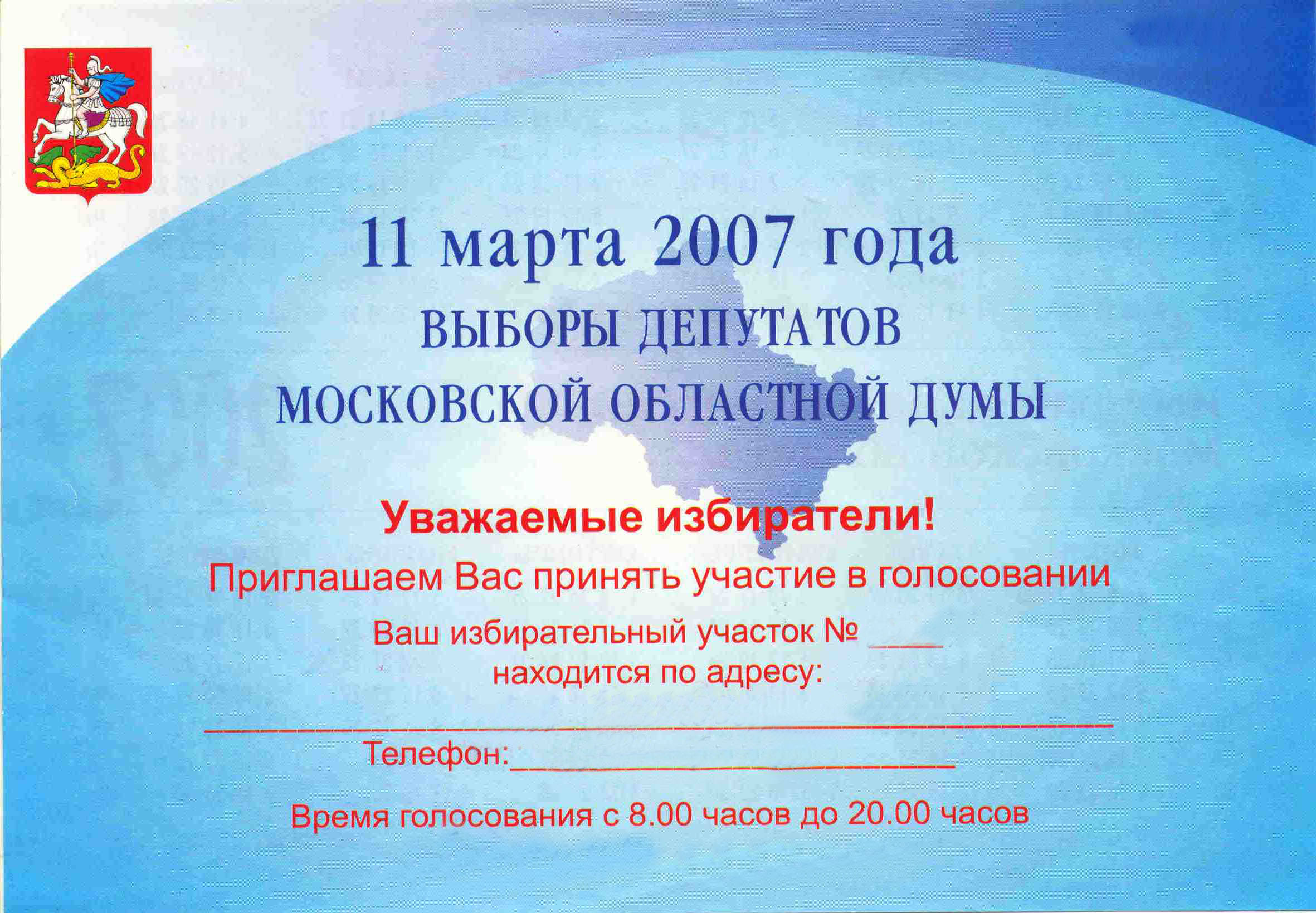

Ценз оседлости отсутствует, поскольку по действующему избирательному законодательству его установление является исключительно прерогативой федерального законодателя. А принятый в 2002 году закон «Об основных гарантиях избирательных прав граждан Российской Федерации» срок обязательного проживания на какой-либо территории РФ не устанавливает. До 2002 года срок обязательного проживания не мог превышать одного года.

### Избирательный порог
Закон Московской области «О выборах депутатов Московской областной Думы» устанавливает процентный барьер. Если процент голосов, отданных за партию, оказывается меньше этого барьера, то данная партия не допускается к распределению депутатских мандатов.
В 2007 году процентный барьер был повышен с 5 % до 7 %. Тем не менее на выборах 2011 года было предусмотрено предоставление также 1 мандата партиям, набравшим от 5 % до 7 % голосов.
В 2015 году процентный барьер был снова понижен до 5%.

### Распределение мест
25 депутатских мандатов распределяются по партийным спискам, другие 25 мандатов распределяются среди избранных по одномандатным избирательным округам.
Места не распределяются пропорционально полученным голосам. Вместо этого используется алгоритм, основанный на методе делителей Империали.
Партии, получившие меньше 5% голосов, не получают мест вовсе. 
Партии, получившие 5% голосов или больше, гарантированно получают одно место. Оставшиеся места распределяются по методу Империали.
Число голосов, полученных каждой партией, делится на последовательность натуральных чисел, начиная с двух. Полученные последовательности частных объединяются и сортируются по убыванию. 
Каждое частное в результирующей последовательности соответствует депутатскому месту, которое отходит той партии, из числа голосов которой было получено данное частное. И так пока места не закончатся.
Данный алгоритм создан для того, чтобы исказить распределение депутатских мест, непропорционально завышая число мест у партии-лидера. Так, на выборах в 2016 году «Единая Россия» получила 43% голосов, но 14 из 25 мест (56%).

## Полномочия
Полномочия Московской областной думы и депутатов закреплены в Главе 4.1 Устава Московской области и Главы 3 Закона Московской области от 23 июля 2018 года № 135/2018-ОЗ «О Московской областной Думе».
1. назначает Уполномоченного по правам человека Московской области на 5 лет;
2. избирает сенатора в Совет Федерации от представительного органа на 5 лет;
3. по согласованию с губернатором утверждает Уполномоченного по правам предпринимателей Московской области;
4. принимает Устав Московской области и поправки к нему;
5. осуществляет законодательное регулирование по предметам совместного ведения Российской Федерации и субъектов Российской Федерации в пределах полномочий Московской области;
6. дает толкование законов Московской области, постановлений Думы;
7. заслушивает ежегодные отчеты Губернатора Московской области о результатах деятельности Правительства Московской области, в том числе по вопросам, поставленным Думой;
8. заслушивает сводный годовой доклад о ходе реализации и об оценке эффективности государственных программ Московской области и ежегодные отчеты о ходе исполнения плана мероприятий по реализации стратегии социально-экономического развития Московской области, представленные Губернатором Московской области;
9. ежегодно в порядке, установленном Регламентом Думы, рассматривает обязательный публичный отчет о результатах независимой оценки качества условий оказания услуг организациями в сфере культуры, охраны здоровья, образования, социального обслуживания, которые расположены на территории Московской области и учредителем которых является Московская область, и принимаемых мерах по совершенствованию деятельности указанных организаций, представленный Губернатором Московской области, и по результатам его рассмотрения принимает решение, содержащее рекомендации Губернатору Московской области по улучшению организации работы соответствующих организаций;
10. заслушивает информацию о деятельности территориальных органов федеральных органов исполнительной власти, осуществляющих деятельность на территории Московской области;
11. осуществляет иные полномочия, установленные Конституцией Российской Федерации, федеральными законами, Уставом Московской области и законами Московской области.

### Комитеты и комиссии
- Комитет по вопросам бюджета, финансовой и налоговой политики
- Комитет по экономике, предпринимательству и инвестиционной политике
- Комитет по вопросам государственной власти и региональной безопасности
- Комитет по местному самоуправлению
- Комитет по имущественным отношениям и землепользованию
- Комитет по вопросам аграрной политики и потребительского рынка
- Комитет по вопросам строительства, архитектуры, жилищно-коммунального хозяйства и энергетики
- Комитет по вопросам транспортной инфраструктуры, связи и информатизации
- Комитет по вопросам образования и культуры
- Комитет по вопросам охраны здоровья, труда и социальной политики
- Комитет по делам молодежи, спорта и туризма
- Комитет по экологии и природопользованию

## Представительство Московской областной Думы в Совете Федерации
- Абрамов, Виктор Семёнович —  (2016—2021)
- Двойных, Александр Владимирович — (2021 — по настоящее время)

## Общественная палата Московской области
По требованию Закона Московской области № 110/2017-ОЗ «Об Общественной палате Московской области» действует Общественная палата Московской области формируется из представителей некоммерческих организаций из 99 членов, на 3 года. В 2021 году избран новый состав.

## Уполномоченный по правам человека Московской области
По требованию Закона Московской области от 1 декабря 2020 года N 241/2020-ОЗ «Об Уполномоченном по правам человека в Московской области» — Московская областная дума назначает сроком на 5 лет Уполномоченного по правам человека Московской области. Кандидатуры на должность вносятся в думу Губернатором и группой депутатов (фракцией).

## Контрольно-счётная палата Московской области
По требованию Закона Московской области от 12 ноября 2010 года N 135/2010-ОЗ «О контрольно-счетной палате Московской области» — действует Контрольно-счётная палата Московской области (далее — КСП) с правами юридического лица. Председатель КСП назначается думой на 5 лет. Основными задачами КСП является аудит:
1. Осуществление контроля за своевременным исполнением доходных и расходных статей бюджета Московской области и бюджета Территориального фонда обязательного медицинского страхования Московской области по объемам, структуре и целевому назначению;
2. Осуществление контроля за использованием средств бюджета Московской области и бюджета Территориального фонда обязательного медицинского страхования Московской области, а также соблюдением установленного порядка управления и распоряжения имуществом, находящимся в собственности Московской области;
3. Проведение экспертиз проектов законов о бюджете Московской области и проектов законов о бюджете Территориального фонда обязательного медицинского страхования Московской области, подготовка заключений на годовые отчеты об исполнении бюджета Московской области и бюджета Территориального фонда обязательного медицинского страхования Московской области;
4. Анализ бюджетного процесса в Московской области и подготовка предложений, направленных на его совершенствование.

## Здание

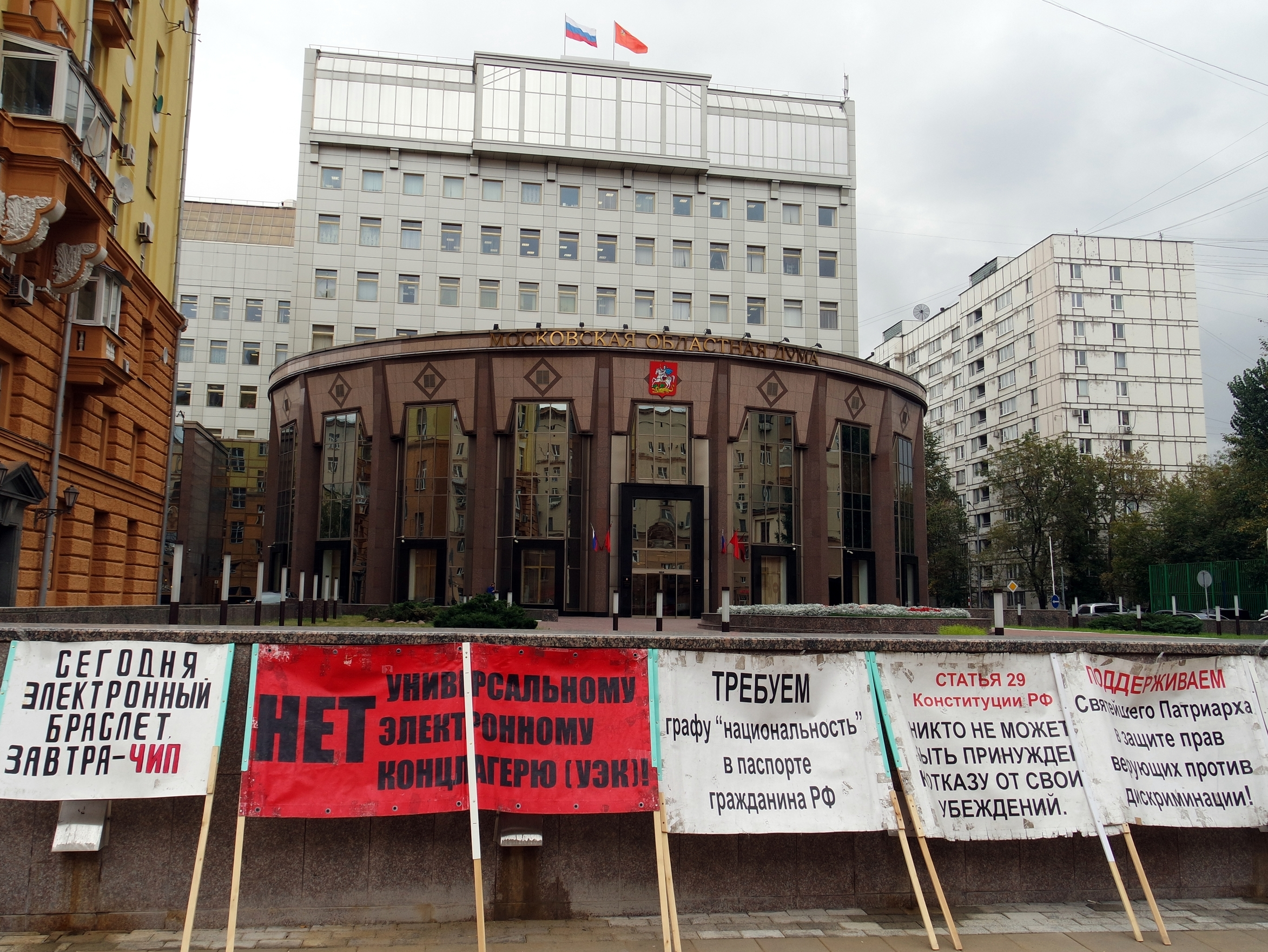
Здание Московской областной думы и протестные транспаранты на тротуаре проспекта Мира

Московская областная Дума находится в городе Красногорске, в доме по бульвару Строителей №7.
Ранее Московская областная Дума занимала здание на проспекте Мира, 72, ещё раньше Дума располагалась в здании на Старой площади, д. 6.
С 2005 года руководство Мособлдумы вело переговоры с владельцами Мосбизнесцентра на проспекте Мира о покупке нескольких этажей. В здании с августа 2002 года работал театр-варьете «Радиус холл». В апреле 2007 года там ещё проводились торжественные мероприятия. Летом 2007 года совершился переезд Мособлдумы в здание на проспекте Мира, которое к тому времени было переоборудовано специально для парламента. Работу по новому адресу депутаты начали 25 октября 2007 года.
Многие годы высказываются предложения по переезду думы в Московскую область. Так в Доме правительства Московской области, выстроенном к 2007 году в Красногорске, по проекту было зарезервировано место и для законодательной власти. Однако ещё в 2005 году спикер Мособлдумы Валерий Аксаков заявил: «Исходя из условий, в которых работает законодательная власть, — а это взаимодействие и с Советом федерации, и с другими регионами — нам лучше находиться в Москве».
В 2016 году губернатор Московской области Андрей Воробьёв рассказал о планах по переезду всех областных министерств и ведомств в создаваемый на территории Красногорска административный центр Московской области. Строительство нового здания для Мособлдумы завершилось в 2021 году.

## Интересные факты
- Устав Московской области был принят только в 1996 году. Разработку Устава взяла на себя депутатская группа, которую поначалу возглавлял В.И. Игнатов, а затем – В.К. Алексеев. В 1994 году Дума единогласно отвергла проект Устава, внесенный Главой Администрации Московской области Анатолием Тяжловым. Первоначально в структуру регионального парламента первого созыва входило 4 комитета и 2 комиссии, а все председатели комитетов являлись одновременно заместителями Председателя Мособлдумы.
- В 2012 году Дума провела 36 заседаний, на которых было рассмотрено 1034 вопроса, в том числе 249 проектов законов Московской области. Было принято более 1300 постановлений и решений, 225 областных законов, из которых Губернатором области подписано – 220.[21]
- 9 ноября 2012 года Московская областная Дума объявила тендер на поставку планшетных компьютеров Apple iPad третьего поколения. Заявка была размещена на портале госзакупок и проведена по категории «Подарочные наборы и сувениры». На сумму в три миллиона рублей предполагалось приобрести 80 планшетов с кожаными чехлами, футлярами с изображением герба Мособлдумы на металлизированном картоне и стилусами[22][23]. Планшеты были предназначены для депутатов и начальников отделов Думы и, по предположению ряда СМИ, являлись подарками чиновникам на Новый год (данную информацию подтвердил и сотрудник отдела госзакупок Мособлдумы). Позже официальные представители подмосковного парламента опровергли информацию о том, что планшеты закупаются в качестве подарков: депутаты обязаны по Закону передавать в собственность Думы любые подарки свыше трёх тысяч рублей. Тем не менее конкурс был отменён: ФАС по Московской области указала на то, что планшетам iPad не была указана альтернатива, эквивалент (согласно Закону о госзакупках тендеры могут проводиться только на альтернативной основе). Исправив ошибки, парламент повторно провёл конкурс и закупил планшеты iPad. По заявлению официальных представителей Мособлдумы, планшеты находятся в собственности парламента, а их закупка осуществлялась в качестве перехода на электронный документооборот. Основная претензия пользователей блогосферы Рунета заключается в том, что Дума могла закупить более дешёвые планшеты.
- В декабре 2011 года МособлДума (тогда ещё 4-й созыв) также закупала сувениры для своих депутатов двумя тендерами на общую сумму в 33,4 млн руб., а также наградную продукцию почти на 20 млн руб. Тогда они включали письменные наборы, бронзовые статуэтки, рамки для благодарственных писем, вазы. После ряда публикаций в СМИ тендеры были отменены[24].
- В VI созыве в Думе появился новый Комитет - по экологии и природопользованию. Комитет был сформирован в связи с тем, что 2017 год был объявлен Годом экологи в России, а также с целью пересмотреть областное законодательство в сфере природопользования и охраны окружающей среды.
- В 2017 году изменился регламент работы Мособлдумы. С целью совместной работы депутатов Мособлдумы и Госдумы в одну из недель каждого месяца очередное заседание областной Думы не проводится. Заседание не проводится в неделю, которая предназначена для работы депутатов Госдумы с избирателями Московской области в соответствии с постановлением федерального парламента.
- В 2019 году МособлДума стала первым парламентом страны, который принял закон, разрешающий переводить госслужащих на надомную работу[25].

## Председатели думы
- Брынцалов, Игорь Юрьевич (с 2011 года)
- Аксаков, Валерий Евгеньевич (2001—2011)
- Жаров, Александр Евгеньевич (1997—2001)
- Воронцов, Алексей Алексеевич (1993—1997)